# Stelling van Artin-Zorn
In de abstracte algebra, meer specifiek de ringtheorie, een deelgebied van de wiskunde, beweert de stelling van Artin-Zorn, vernoemd naar de Oostenrijks-Amerikaanse wiskundige Emil Artin en de Duits-Amerikaanse wiskundige Max Zorn, dat elke eindige alternatieve delingsring  noodzakelijkerwijs een eindig veld is. 
De stelling van Artin-Zorn veralgemeent de stelling van Wedderburn voor eindige associatieve delingsringen.